# Syntormon eutarsiformis
Syntormon eutarsiformis är en tvåvingeart som beskrevs av Negrobov 1975. Syntormon eutarsiformis ingår i släktet Syntormon och familjen styltflugor. Inga underarter finns listade i Catalogue of Life.